# The Orchidaceae of Mexico and Guatemala
The Orchidaceae of Mexico and Guatemala (abreviado Orchid. Mexico & Guatemala) es un libro ilustrado con descripciones botánicas que fue editado por James Bateman en 10 partes en los años 1837-1843.